# Six Jours de Copenhague
Les Six Jours de Copenhague sont une course cycliste de six jours disputée à Copenhague, au Danemark. 
Les premiers Six Jours de Copenhague sont disputés en 1934 et sont remportés par Hans Pützfeld (de) et Willy Funda (de). Une deuxième édition a lieu la même année, ainsi qu'en 1936. La course n'a plus lieu entre 1939 et 1951. Elle est ensuite organisée annuellement jusqu'en 1960, puis de 1977 à 1999. C'est durant cette période que l'Australien Danny Clark établit le record de victoires, avec 8 succès. Après une édition isolée en 2002, les Six Jours sont de nouveau disputés régulièrement depuis 2005.
Les Six Jours de Copenhague ont lieu à la Ballerup Super Arena, inaugurée en 2001.

## Palmarès
| Année    | Vainqueur                             | Deuxième                               | Troisième                                |              |
| -------- | ------------------------------------- | -------------------------------------- | ---------------------------------------- | ------------ |
| 1934 (1) | Willy Funda Hans Pützfeld             | Willy Falck Hansen Willy Rieger        | Albert Billiet René Martin               |              |
| 1934 (2) | Willy Falck Hansen Viktor Rausch      | Adolphe Charlier Mogens Danholt        | Willy Funda Hans Pützfeld                |              |
| 1935     | Non-disputés                          | Non-disputés                           | Non-disputés                             | Non-disputés |
| 1936 (1) | Albert Billiet Werner Grundahl Hansen | Adolphe Charlier Roger Deneef          | Willy Falck Hansen Cor Wals              |              |
| 1936 (2) | Jan Pijnenburg Frans Slaats           | Albert Billiet Kamiel Dekuysscher      | Werner Grundahl Hansen Cor Wals          |              |
| 1937     | Kees Pellenaars Frans Slaats          | Albert Billiet Albert Buysse           | Louis van Schijndel Frans van den Broeck |              |
| 1938     | Non-disputés                          | Non-disputés                           | Non-disputés                             | Non-disputés |
| 1939     | Karel Kaers Omer De Bruycker          | Werner Grundahl Hansen Bjorn Stieler   | Kees Pellenaars Frans Slaats             |              |
| 1940-50  | Non-disputés                          | Non-disputés                           | Non-disputés                             | Non-disputés |
| 1951     | Kay Werner Nielsen Oscar Plattner     | Alvaro Giorgetti Ove-Claus Hansen      | Emile Gosselin Evan Klamer               |              |
| 1952     | Lucien Gillen Kay Werner Nielsen      | Alvaro Giorgetti Ib Laursen            | Marcel Bareth Otto Olsen                 |              |
| 1953     | Lucien Gillen Ferdinando Terruzzi     | Evan Klamer Kay Werner Nielsen         | Lucien Acou Achiel Bruneel               |              |
| 1954     | Lucien Gillen Ferdinando Terruzzi     | Evan Klamer Kay Werner Nielsen         | Sydney Patterson Alfred Strom            |              |
| 1955     | Evan Klamer Kay Werner Nielsen        | Dominique Forlini Georges Senfftleben  | Lucien Gillen Ferdinando Terruzzi        |              |
| 1956 (1) | Dominique Forlini Georges Senfftleben | Gerrit Peters Gerrit Schulte           | Evan Klamer Kay Werner Nielsen           |              |
| 1956 (2) | Lucien Gillen Gerrit Schulte          | Reginald Arnold Ferdinando Terruzzi    | Evan Klamer Kay Werner Nielsen           |              |
| 1957     | Fritz Pfenninger Jean Roth            | Reginald Arnold Ferdinando Terruzzi    | Lucien Gillen Kay Werner Nielsen         |              |
| 1958     | Emile Severeyns Rik Van Steenbergen   | Palle Lykke Jensen Kay Werner Nielsen  | Fritz Pfenninger Jean Roth               |              |
| 1959     | Palle Lykke Jensen Kay Werner Nielsen | Emile Severeyns Rik Van Steenbergen    | Reginald Arnold Ferdinando Terruzzi      |              |
| 1960     | Emile Severeyns Rik Van Steenbergen   | Walter Bucher Fritz Pfenninger         | Palle Lykke Jensen Kay Werner Nielsen    |              |
| 1961-75  | Non-disputés                          | Non-disputés                           | Non-disputés                             | Non-disputés |
| 1976     | Graeme Gilmore Dieter Kemper          | Albert Fritz Wilfried Peffgen          | Günther Haritz René Pijnen               |              |
| 1977     | Ole Ritter Patrick Sercu              | Albert Fritz Wilfried Peffgen          | Roman Hermann René Pijnen                |              |
| 1978     | Donald Allan Danny Clark              | Wilfried Peffgen Ole Ritter            | Gert Frank René Pijnen                   |              |
| 1979     | Gert Frank René Pijnen                | Donald Allan Danny Clark               | Patrick Sercu Kim Gunnar Svendsen        |              |
| 1980     | Albert Fritz Patrick Sercu            | Donald Allan Danny Clark               | Roman Hermann Horst Schütz               |              |
| 1981     | Albert Fritz Patrick Sercu            | Gert Frank Hans-Henrik Ørsted          | Roman Hermann René Pijnen                |              |
| 1982     | René Pijnen Patrick Sercu             | Albert Fritz Dietrich Thurau           | Gert Frank Hans-Henrik Ørsted            |              |
| 1983     | Gert Frank Patrick Sercu              | Danny Clark Hans-Henrik Ørsted         | Albert Fritz René Pijnen                 |              |
| 1984     | Albert Fritz Dietrich Thurau          | Gert Frank Hans-Henrik Ørsted          | Josef Kristen René Pijnen                |              |
| 1985     | Gert Frank Hans-Henrik Ørsted         | Danny Clark René Pijnen                | Josef Kristen Henry Rinklin              |              |
| 1986     | Danny Clark Anthony Doyle             | Gert Frank René Pijnen                 | Roman Hermann Hans-Henrik Ørsted         |              |
| 1987     | Danny Clark Anthony Doyle             | Roman Hermann Josef Kristen            | Jørgen Vagn Pedersen Jesper Worre        |              |
| 1988     | Roman Hermann Hans-Henrik Ørsted      | Danny Clark Anthony Doyle              | Jørgen Vagn Pedersen Jesper Worre        |              |
| 1989 (1) | Danny Clark Urs Freuler               | Anthony Doyle Michael Marcussen        | Dan Frost Roman Hermann                  |              |
| 1989 (2) | Danny Clark Jens Veggerby             | Volker Diehl Roland Günther            | Sigmund Hermann Michael Marcussen        |              |
| 1990     | Non-disputés                          | Non-disputés                           | Non-disputés                             | Non-disputés |
| 1991     | Danny Clark Jens Veggerby             | Pierangelo Bincoletto Bruno Holenweger | Adriano Baffi Rolf Sørensen              |              |
| 1992     | Danny Clark Urs Freuler               | Etienne De Wilde Constant Tourné       | Pierangelo Bincoletto Jens Veggerby      |              |
| 1993     | Rolf Sørensen Jens Veggerby           | Danny Clark Anthony Doyle              | Pierangelo Bincoletto Etienne De Wilde   |              |
| 1994     | Kurt Betschart Bruno Risi             | Jens Veggerby Etienne De Wilde         | Urs Freuler Bjarne Riis                  |              |
| 1995     | Danny Clark Jimmi Madsen              | Rolf Sørensen Jens Veggerby            | Etienne De Wilde Urs Freuler             |              |
| 1996     | Kurt Betschart Bruno Risi             | Silvio Martinello Marco Villa          | Jimmi Madsen Jens Veggerby               |              |
| 1997     | Jimmi Madsen Jens Veggerby            | Silvio Martinello Marco Villa          | Danny Clark Matthew Gilmore              |              |
| 1998     | Silvio Martinello Marco Villa         | Jimmi Madsen Jens Veggerby             | Kurt Betschart Bruno Risi                |              |
| 1999     | Tayeb Braikia Jimmi Madsen            | Etienne De Wilde Andreas Kappes        | Silvio Martinello Jesper Skibby          |              |
| 2000-01  | Non-disputés                          | Non-disputés                           | Non-disputés                             | Non-disputés |
| 2002     | Matthew Gilmore Scott McGrory         | Jimmi Madsen Michael Sandstød          | Kurt Betschart Bruno Risi                |              |
| 2003-04  | Non-disputés                          | Non-disputés                           | Non-disputés                             | Non-disputés |
| 2005     | Jimmi Madsen Jakob Piil               | Robert Slippens Danny Stam             | Matthew Gilmore Marco Villa              |              |
| 2006     | Robert Slippens Danny Stam            | Kurt Betschart Franco Marvulli         | Giovanni Lombardi Jimmi Madsen           |              |
| 2007     | Franco Marvulli Bruno Risi            | Jakob Piil Alex Rasmussen              | Peter Schep Danny Stam                   |              |
| 2008     | Franco Marvulli Bruno Risi            | Michael Mørkøv Alex Rasmussen          | Iljo Keisse Danny Stam                   |              |
| 2009     | Michael Mørkøv Alex Rasmussen         | Peter Schep Danny Stam                 | Franco Marvulli Bruno Risi               |              |
| 2010     | Michael Mørkøv Alex Rasmussen         | Robert Bartko Iljo Keisse              | Franco Marvulli Bruno Risi               |              |
| 2011     | Michael Mørkøv Alex Rasmussen         | Marc Hester Jens-Erik Madsen           | Léon van Bon Danny Stam                  |              |
| 2012     | Marc Hester Iljo Keisse               | Michael Mørkøv Alex Rasmussen          | Robert Bartko Leif Lampater              |              |
| 2013     | Lasse Norman Hansen Michael Mørkøv    | Leif Lampater Luke Roberts             | Franco Marvulli Jesper Mørkøv            |              |
| 2014     | Robert Bartko Marcel Kalz             | Michael Mørkøv Alex Rasmussen          | Marc Hester Leif Lampater                |              |
| 2015     | Michael Mørkøv Alex Rasmussen         | Christian Grasmann Jesper Mørkøv       | Leif Lampater Marcel Kalz                |              |
| 2016     | Jesper Mørkøv Alex Rasmussen          | Kenny De Ketele Moreno De Pauw         | Andreas Graf Andreas Müller              |              |
| 2017     | Lasse Norman Hansen Michael Mørkøv    | Kenny De Ketele Moreno De Pauw         | Yoeri Havik Wim Stroetinga               |              |
| 2018     | Kenny De Ketele Michael Mørkøv        | Moreno De Pauw Yoeri Havik             | Marc Hester Leif Lampater                |              |
| 2019     | Kenny De Ketele Moreno De Pauw        | Oliver Frederiksen Michael Mørkøv      | Yoeri Havik Matias Malmberg              |              |